# UUM-125 Sea Lance

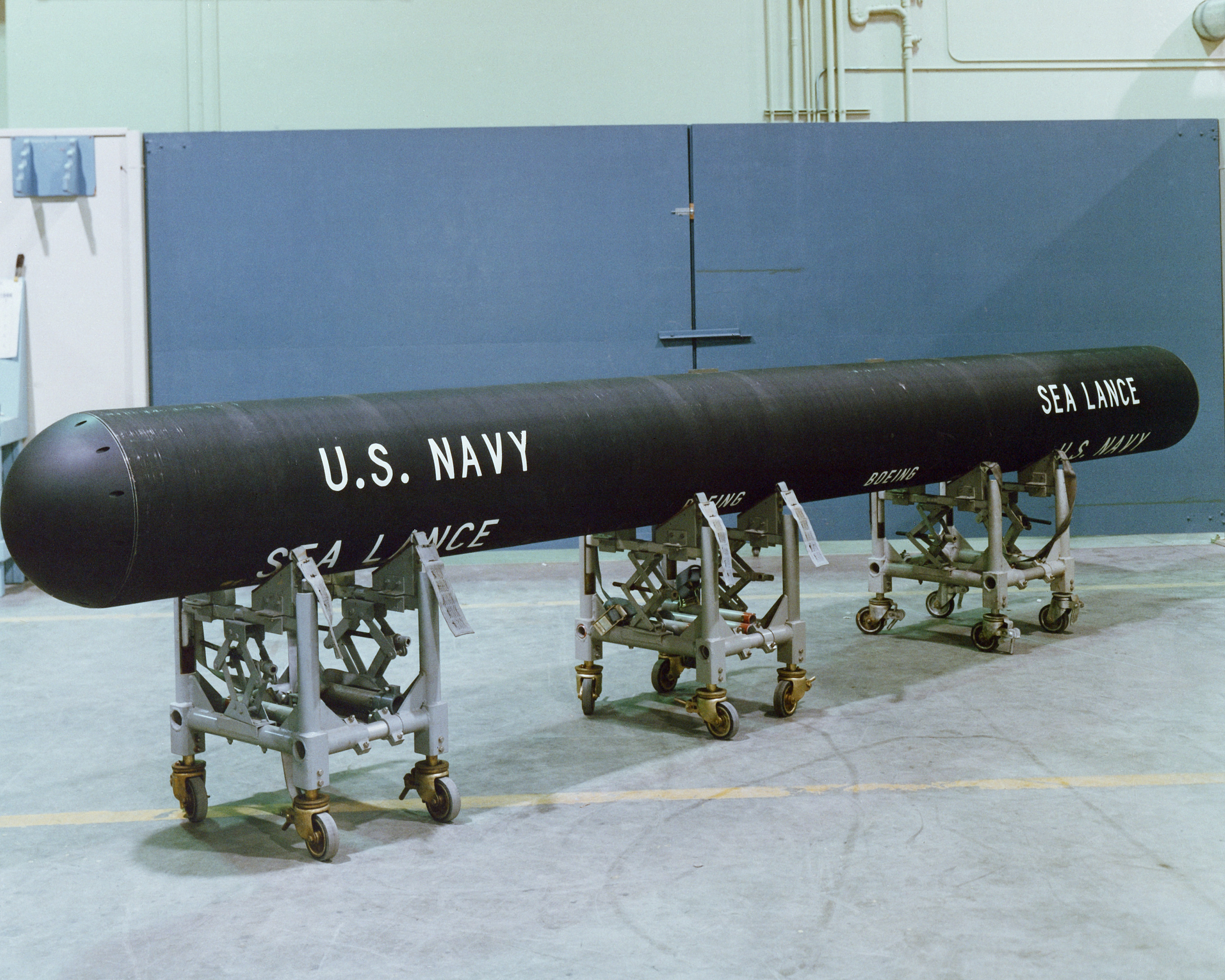
Транспортно-пусковой контейнер Sea Lance

UUM-125 «Си Ланс» (англ. UUM-125 Sea Lance — морское копьё) — противолодочная ракета подводного базирования, которая с 1980 года разрабатывалась ВМС США в качестве замены противолодочным ракетам UUM-44 SUBROC и RUR-5 ASROC. Предполагалось выпустить ракету в двух вариантах — UUM-125A подводного и RUM-125A надводного базирования.

## Разработка
В 1982 году компания Boeing получила контракт на разработку предварительного проекта противолодочной ракеты RUM-125. К этому времени уже велись работы по созданию варианта ракеты ASROC, предназначенной для установок вертикального пуска. Со временем было решено не дублировать работу, создавая две ракеты аналогичного назначения, и работы по RUM-125 были прекращены.
Предполагалось, что ракета Sea Lance будет размещаться в герметичном контейнере, который выстреливается из стандартного 533-мм торпедного аппарата. Управление стрельбой осуществляется цифровой системой Mk117. После выстреливания контейнера, он всплывает на поверхность, и там происходит запуск ракетных двигателей, выход ракеты из капсулы и дальнейший полёт по баллистической траектории. На маршевом участке траектории ракета управляется инерционным автопилотом. Планировалось разработать надводную версию ракеты, пуск которой осуществлялся бы из установки вертикального пуска Mk41. Когда ракета достигала установленной точки, боевая часть отделялась от двигателя и на парашюте опускалась в воду. Первоначально предполагалось, что обе ракеты будут вооружены 200-кт термоядерной глубинной бомбой W-89, радиус поражения которой составлял около 10 км, что делало невозможным для подводной лодки уклониться от удара.
В середине 1980-х годов был предложен неядерный вариант ракеты с самонаводящейся противолодочной торпедой Mk50 в качестве боеголовки. Ракета получила обозначение UUM-125B.
В августе 1986 года с Boeing был заключен контракт на сумму $380 млн на проведение опытно-конструкторских работ и испытаний ракеты, по которому компания обязалась изготовить и предоставить на испытания 50 опытных прототипов ракет с перспективой принятия на вооружение в начале 1990-х (на тот момент ракета планировалась сверхдальнобойной). В 1988 году было решено продолжить работы над вариантом для надводных кораблей RUM-125. От ядерной боеголовки было решено отказаться, поскольку ядерные ракеты корабельного базирования были запрещены международным договором (по той же причине были сняты ядерные боевые части с ракет BGM-109 Tomahawk, зенитных ракет и глубинных бомб).
Во многих источниках указывается, что в 1990 году программа была прекращена «в связи с распадом Советского Союза». Однако известные эксперты как Норман Полар и авторитетное военное издательство Janes в своих публикациях указывали, что основными причинами закрытия проекта была слишком большая стоимость уже потраченных средств на НИОКР при том, что разработчикам не удалось дойти до стадии даже тестового пуска ракеты.
В настоящее время подводные лодки ВМС США не имеют ракетного противолодочного оружия, а надводные корабли были вооружены ракетами ASROC для установок вертикального пуска, но с существенными ограничениями по дальности действия. При снятии с вооружения системы UUM-44 SUBROC в 1990-х годах, командование ВМС США предпринимало попытки получить финансирование на возобновление проекта Sea Lance, но безуспешно.